# Centre de lutte contre les criminalités numériques
Le centre de lutte contre les criminalités numériques (C3N) est un service français à compétence judiciaire nationale, qui regroupe l’ensemble des unités du pôle judiciaire de la Gendarmerie nationale qui traitent directement de questions en rapport avec la criminalité et les analyses numériques. Le C3N assure également l’animation et la coordination, au niveau national, de l’ensemble des enquêtes menées par le réseau des enquêteurs numériques de la gendarmerie.

## Histoire
En 1995, le Capitaine de Gendarmerie Joël Rivière crée le département INL (INformatique éLectronique) au sein du STRJD,.
En 1998, l'INL devient le département de lutte contre la cybercriminalité au sein du service technique de recherches judiciaires et de documentation (STRJD, devenu SCRC). Cette cellule a évolué et est devenue la Division de lutte contre la cybercriminalité (DLCC) composée du Département coordination et appuis numériques (DCAN), du Département investigations sur Internet (D2I), du Département prévention et suivi des phénomènes sur Internet (DPSPI) et du Département répression des atteintes aux mineurs sur Internet (DRAMI) qui intègre le Centre national d'analyse des images de pédopornographie (CNAIP). 
En 2015, le STRJD et l'IRCGN déménagent à Pontoise formant ensemble le Pôle Judiciaire de la Gendarmerie Nationale (PJGN). C'est cette année et au sein du PJGN que la Division de Lutte Contre la Cybercriminalité (DLCC) a pris le nom de Centre de lutte Contre les Criminalités Numériques (C3N).
Depuis 2021, le C3N est composé de 4 départements :
- le département enquête regroupant les enquêteurs sur internet ;
- le département technique assurant le développement d'outils d’analyse et d'investigations ;
- le département conception et développement cyber ;
- le département coordination analysant les phénomènes et appuyant les enquêteurs notamment ceux du réseau CyberGend, ce département intègre également le Centre National d'Analyse des Images de Pédopornographie[3].

## Missions
Le C3N assure trois missions :
- L’investigation judiciaire, sur la base souvent de constatations dressées d’initiative, de plaintes d’entreprises ou de saisines de magistrats. Disposant d’outils spécialisés, les 56 enquêteurs opèrent une surveillance proactive constante de l'intégralité du web (clear web, deep web, dark web, peer-to-peer, etc).
- Le renseignement criminel. Le C3N caractérise les phénomènes criminels émergents (modes opératoires, typologie d’auteurs / victimes, etc) afin de préparer une réponse opérationnelle optimale des échelons locaux. Les renseignements sont enrichis grâce à de nombreux contacts noués avec les services partenaires (OCLCTIC, Ministère de la Défense, ANSSI, etc), des acteurs privés en France et à l’étranger, et des universités. Enfin, le C3N entretient des sources humaines de renseignement.
- L’appui opérationnel. Le C3N anime et coordonne les 5300 enquêteurs spécialisés du réseau décentralisé « Cybergend ». Il diffuse pour cela outils et méthodes (4500 fiches pratiques sur le site intranet « CyberAIDE », logiciel d’extraction/analyse rapide « GendExtract », application de géolocalisation de données de connexion GSM « Geofadet »…). Il apporte une assistance en temps réel pour les investigations en téléphonie ou sur internet (GUTI) et offre une capacité unique en France de rapprochement et identification des auteurs/victimes apparaissant sur des contenus pédopornographiques (CNAIP).

### Centre national d'analyse des images de pédopornographie
Le Centre national d'analyse des images de pédopornographie est un service de police chargé d'identifier les criminels et les victimes de pédopornographie.
D'après Legicom, le CNAIP est fondé fin 2003 comme « entité commune à la police et la gendarmerie » afin de rassembler le matériel pédopornographique recueilli en France. Néanmoins, selon Libération, le CNAIP est institué par « un arrêté en mars 2009 », rattaché au pôle judiciaire de la gendarmerie nationale (PJGN). En 2005, le CNAIP et le Service technique de recherches judiciaires et de documentation fusionnent dans la division de lutte contre la cybercriminalité.
La base de données vise à identifier les criminels ainsi que les victimes figurant dans les contenus ; les faits commis dans des pays tiers font l'objet d'une collaboration internationale. En 2019, cette base de données comporte « quelque 11,7 millions d'images et plus de 81 000 vidéos ».